# Auville-sur-le-Vey
Auville-sur-le-Vey est une ancienne commune de la Manche. Son bourg correspond à l'actuel village de la Blanche.

## Histoire
En 1837, Auville fusionne avec Beuzeville-sur-le-Vey pour former la nouvelle commune des Veys.